# Salar Kamangar
 (décembre 2013).
Si vous disposez d'ouvrages ou d'articles de référence ou si vous connaissez des sites web de qualité traitant du thème abordé ici, merci de compléter l'article en donnant les références utiles à sa vérifiabilité et en les liant à la section « Notes et références ».
Salar Kamangar (en persan : سالار کمانگر), né en 1977 à Téhéran en Iran, est le vice-président vidéo senior (Senior Vice President of Video) de Google et fut le président de YouTube avant que Susan Wojcicki ne lui succède en 2014.

## Biographie
Diplômé de l'université Stanford, il devient le neuvième employé de Google.
Sa sœur Tara est la violoniste d'un groupe de rock iranien, Kiosk.
Il remplace en 2010 Chad Hurley comme président de YouTube. Il fit l'acquisition de DejaNews et le lancement de Google Groups.